# Saint-Mammès
Saint-Mammès je francouzská obec v departementu Seine-et-Marne v regionu Île-de-France. V roce 2012 zde žilo 3 181 obyvatel. Leží na řece Seině.

## Sousední obce
Écuelles, Champagne-sur-Seine, Moret-sur-Loing, Veneux-les-Sablons, Vernou-la-Celle-sur-Seine

## Vývoj počtu obyvatel
Počet obyvatel